# Batay Ouvriye
Batay Ouvriye (kreolisch von frz. Bataille Ouvrière, dt. Arbeiterkampf) ist eine basisdemokratische Gewerkschaftsorganisation in Haiti.
Batay Ouvriye wurde im Jahre 2000 von Arbeitern eines Zulieferbetriebes für den französischen Likörkonzern Cointreau, Guacimal, im nördlich gelegenen Saint-Raphaël gegründet. Die Organisation unterstützt den Aufbau von Gewerkschaften und die Schulung  der  Arbeiter  in Fragen des Arbeitnehmerrechts. Die Organisation wird geleitet von Yannick Etienne und ist bis auf zwei Departements in gesamt Haiti organisiert. Batay Ouvriye zählt 2007 5.000 Mitglieder.
Batay Ouvriye sieht sich als  Alternative zu den traditionellen Gewerkschaften.  Neben der Verteidigung der Rechte der Lohn- und Landarbeiter unterstützt sie die Forderungen von abhängigen Selbständigen und von Arbeitslosen. Gesamtgesellschaftlich kämpft sie für demokratische Strukturen. Sie beteiligt sich dabei auch an internationalen Debatten und Auseinandersetzungen. So werden die gewerkschaftlichen Forderungen gegen Multinationale Konzerne wie adidas, Disney, Levi Strauss, C&A und H&M solidarisch mit den Belegschaften in anderen Ländern vertreten. Disney produziert in so genannte sweat-shops in Haiti Kinderkleidung zu einem Stundenlohn von 28 US-Cents.
Nach dem Stand von 2003 wurden konkret unterstützt:
- die Organisation der Textilarbeiterinnen in den Freihandelszonen der Dominikanischen Republik,
- die Organisation der  Arbeiter und Arbeiterinnen in den Freihandelszonen von Zentralamerikas, Mexiko und der Karibik,
- der Kampf der Arbeiterinnen in den Freihandelszonen von Guatemala gegen die geschlechtsspezifischen Vorgaben der Arbeitgeber,
- die Organisation der Berichterstattung über Tagung des Permanent Peoples Tribunal in Brüssel[5] gegen multinationale Konzern aus der Textilbranche,
- die Konferenz über Independent Monitoring[6] in den USA, bei der die Probleme mit den Konzernen Disney, Nike, Wal-Mart und Keymart besprochen wurden,
- eine internationale Informationsveranstaltungstour über den gewerkschaftlichen Kampf gegen Disney.

Nach dem Putsch  in  Haiti 2004 werden Spekulationen darüber laut, ob die Organisation 3.500 US-Dollar von dem Solidarity Center, einer der CIA und State Department nahestehenden Einrichtung, entgegengenommen habe.